# 南寨镇 (剑河县)
南寨镇，是中华人民共和国贵州省黔东南苗族侗族自治州剑河县下辖的一个乡镇级行政单位。
2016年1月14日，贵州省人民政府批复同意剑河县部分乡镇行政区划调整，撤销南寨乡建制，设置南寨镇，辖原南寨乡地域和观么乡的南包村、九秀村，撤乡设镇后政府驻地不变。

## 行政区划
南寨镇下辖以下地区：
柳寨村、中云村、中寨村、反皓村、白反村、九秀村、南包村、新光村、白用村、白沙村、马大云村、白俄村、绕庆村、绕号村、反寿村、展莱村、岔路村、九里坝村、九寨村、懂达村、九社村、柳社村、上白都村、下白都村、广丰村、中富村、柳富村、展留村、白露村和九龙村。

## 中国传统村落
2013年8月，展留村、柳富村被评为第二批中国传统村落。